# Fabien Guillerme
Pour les articles homonymes, voir Guillerme.
Fabien Guillerme est un boxeur français né le 10 novembre 1973. Multiple champion de France de boxe anglaise, il est sacré champion d'Europe EBU en 2001 dans la catégorie des poids coqs.

## Biographie
En juin 1998, Fabien Guillerme s'incline aux points face à Kamel Guerfi pour le titre de champion de France professionnel des poids coqs. Le 13 octobre 2000, Fabien Guillerme conserve son titre de champion de France des poids coqs en battant Louis Mancini aux points dans un combat de dix reprises de trois minutes à Nice.
En mars 2001, devant près de quatre mille spectateurs au Palais des Sports, le boxeur niçois s'empare du titre de champion d'Europe des poids coqs en battant Luigi Castiglione (it) aux points (115-114, 116-114, 113-116),. Coupé au front dans la septième reprise puis à l'arcade droite dans la onzième sur des coups de tête, il vient à bout de l'Italien en donnant les coups les plus nets,.
En juin, pour la défense de son titre de champion d'Europe, Guillerme s'incline contre le Russe Alexander Yagupov à la décision des juges après avoir été envoyé au tapis par son adversaire dans la 11e reprise.
En 2003, opposé à Noel Wilders (en), Fabien Guillerme s'incline aux points face au boxeur britannique invaincu (112-116, 113-115, 113-115),. Les deux boxeurs souffrent de coupures sur des chocs de tête dans les septième et neuvième reprises.

## Distinctions
- Médaille de la jeunesse, des sports et de l'engagement associatif, bronze (2019)[9]. Il est décoré par Éric Ciotti.